# Fuscocerrena portoricensis
Fuscocerrena là một chi nấm thuộc họ Polyporaceae. Là một chi đơn loài, nó chứa loài duy nhất Fuscocerrena portoricensis.